# Sin Censura
Sem Censura es un programa de entrevistas brasileño, emitido por más de 20 años el canal público TV Brasil (antigua TVE Brasil) desde el 1 de julio de 1985.
En el momento que fue creado por el periodista Fernando Barbosa Lima, el país iniciaba su apertura política, luego de más de dos décadas de dictadura militar.
Actualmente, es presentado por la actriz Cissa Guimarães. Ha sido marcado durante 20 años por la presentación de la periodista Leda Nagle, quien presentó el programa en directo, de lunes a viernes, entre 1996 y 2016.

## Historia
El programa se estrenó en la antigua TV Educativa de Río de Janeiro, que luego se llamaría TVE Brasil, el 1 de julio de 1985. Se transmitía entre las 13 y 15 horas, de lunes a viernes. Creada por el entonces presidente de la emisora, Fernando Barbosa Lima, el talk show Sem Censura se destacó como una de las primeras atracciones para promover debates políticos en la televisión, después de más de dos décadas de régimen militar, siendo dirigido inicialmente por el periodista Tetê Muniz. 
En 2007, TVE Brasil se fusionó con TV Nacional de Brasilia, dando como resultado la creación del canal TV Brasil, en la que el programa continuó transmitiéndose. El 30 de enero de 2019, el gobierno de Brasil optó por sacar del aire al programa Sem Censura. La sociedad, los medios especializados y las redes sociales ejercieron una presión considerable para el regreso del programa, lo que resultó en su permanencia. El 18 de febrero, la dirección de EBC revocó su decisión y optó por mantenerlo en la programación. El 10 de abril de 2019 el programa recibió una nueva ambientación y volvió a la programación en vivo, siendo presentado por Vera Barroso y Bruno Barros.
Otras personalidades que se ocuparon de la presentación del programa son Gilse Campos, Lúcia Leme, Cláudia Cruz, Elizabeth Camarão, Márcia Peltier y Liliana Rodrigues. Leda Nagle fue la presentadora que más tiempo permaneció.
En 2020, Vera Barroso y Bruno Barros fueron eliminados definitivamente del programa por la nueva administración presidencial. Además de la salida de los presentadores, la directora Emília Ferraz, productores y guionistas también fueron removidos y transferidos a otro programa de la emisora, lo que provocó el cierre de la producción en Río de Janeiro. 
Bajo la dirección de Alan Rapp, el programa Sem Censura experimentó una transformación completa, centrándose más en el periodismo político. La transmisión se trasladó a Brasilia y São Paulo, dejando Río de Janeiro, realizándose los lunes por la noche, con la periodista Marina Machado como presentadora.
El 26 de febrero de 2024, el programa estrena una nueva fase, marcada por la nueva administración nombrada por el nuevo gobierno. Ahora conducido por la actriz Cissa Guimarães, el programa vuelve a su formato original y al horario de la tarde, y será producido en Río de Janeiro.

## Formato
El programa, en sus inicios, duraba hasta 4 horas. Actualmente, tiene dos horas de duración y se transmite en vivo por TV Brasil, por TV Abierta y por YouTube. A partir de la fase nocturna entre 2021 y 2023, el programa comenzó a interactuar con el público a través de las redes sociales e incluso contó con un bloque extra de 10 minutos, mostrado exclusivamente en Facebook una vez finalizada la transmisión por TV.
Durante el programa, los invitados debaten una variedad de temas y acontecimientos cotidianos en Brasil y en todo el mundo. Inicialmente, las discusiones abordaron temas de interés para el estado de Río de Janeiro, pero con la llegada de la periodista Leda Nagle, en 1996, comenzaron a tratar temas de relevancia nacional y a recibir destacados invitados.
El programa Sem Censura fue uno de los primeros de la televisión brasileña en brindar un espacio de interacción con los espectadores, quienes, inicialmente, podían llamar y enviar faxes. Actualmente, la interacción se da a través de mensajes enviados a través de internet y WhatsApp.

## Presentadoras

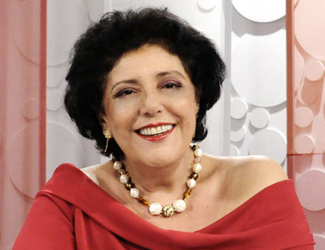
La periodista Leda Nagle presentó el programa entre 1996 y 2016, siendo la presentadora que más tiempo permaneció al frente del programa

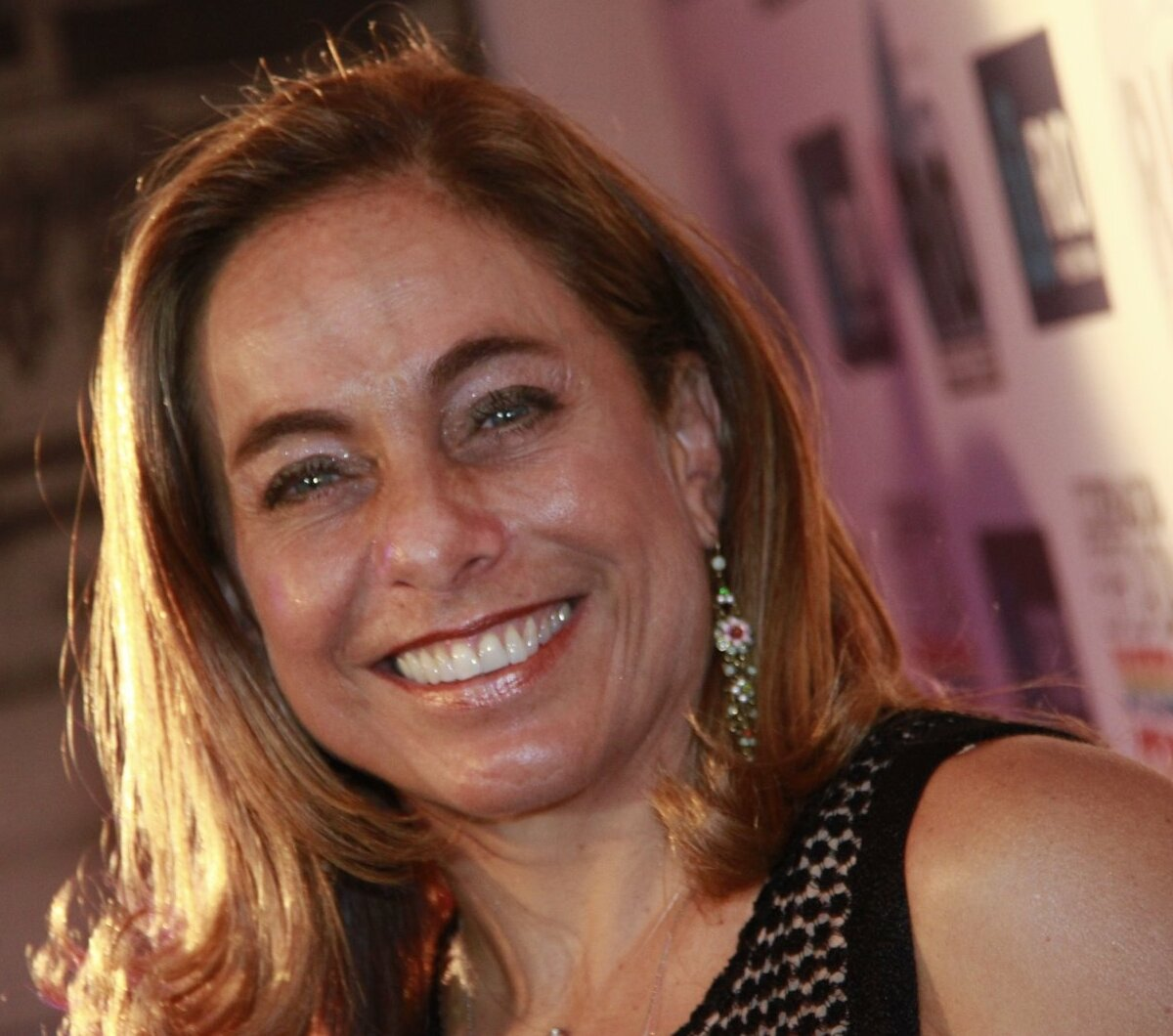
La actriz Cissa Guimarães presenta el programa desde 2024.

El programa es presentado por la actriz y presentadora Cissa Guimarães desde 2024. 
| Fase | Fase              | Pantalla original  | Pantalla original |
| Fase | Fase              | Estreia            | Final             |
| ---- | ----------------- | ------------------ | ----------------- |
|      | Tete Muniz        | 1 de julio de 1985 | 1985              |
|      | Gilse Campos      | 1985               | 1986              |
|      | lucía leme        | 1986               | 1996              |
|      | Marcia Peltier    | 1991               | 1993              |
|      | Liliana Rodrigues | 1993               | 1994              |
|      | Leda Nagle        | 1996               | 2016              |
|      | Vera Barroso      | 2017               | 2020              |
|      | Bruno Barros      | 2017               | 2020              |
|      | Marina Machado    | 2020               | 2023              |
|      | Cissa Guimaraes   | 2024               | presente          |